# 圣诞忆旧集
《圣诞忆旧集》（英语：A Christmas Memory），出版于1966年，是美國作家杜鲁门·卡波蒂所寫的一部以20世纪30年代的阿拉巴马乡村為背景的短篇小说。

## 内容简介
《圣诞忆旧集》的故事关于一个小男孩，巴迪（Buddy）与他的老表姐，苏柯（Sook）。本书以巴迪的角度来叙述故事，他和苏柯小姐与其他严厉而独断的亲戚们居住在阿拉巴马乡间的房子里。他们同时还拥有一条叫“奎妮”（Queenie）的小狗。
巴迪自幼父母离异，他的母亲有着木兰花一般的美貌，将他托付给她娘家后去上了大学，毕业后独自前往纽约打拼，后来她嫁给了一位富有而大方的丈夫，再后来她吞安眠药自杀了；而他的父亲则是一位出身于良好家庭的新奥尔良商人，他在离婚后先后与六个女人再婚。
苏柯是一名单纯善良的老处女，主人公的昵称“巴迪”就是她取得以纪念苏柯在她年幼时的小伙伴，那时候还是1880年代。
这本书收录了三个短篇故事，第一个故事是巴迪与苏柯一起在圣诞节做水果蛋糕，并寄给罗斯福总统、一对前往婆罗洲传教的浸信会传教士夫妇、居住在加利福尼亚的温斯顿夫妇（他们为巴迪和苏柯照了一张照片，也是苏柯唯一的一张照片），那个圣诞节同时也是巴迪和苏柯一起度过的最后一个圣诞节，随后巴迪被送往了一个军事化管理的学校学习，苏柯在几年后的一个十一月逝去，奎妮则被一匹马踢伤后死去。
第二个故事中巴迪的父亲将他接到新奥尔良一起度圣诞节，他的父亲拥有一辆敞篷汽车和在法国区的一座古老精致的粉色小别墅以及一名喜欢喝可口可乐的胖乎乎的黑人仆佣伊凡吉兰。巴迪在那个圣诞夜里撞见他父亲在晚上偷偷地摆放礼物便明白了世界上没有圣诞老人的事实，他巧妙的掩盖了这一事件，并且向他父亲央求买一架昂贵的玩具飞机。
第三个故事是关于巴迪的同学奥德·汉德森，一个家境落魄的校霸，家里有十口人，他的父亲达德·汉德森因为贩私酒被捕，而他的母亲莫莉则是一位有尊严的女人，一个人喂饱了一屋子的孩子。苏柯为了增进巴迪和奥德之间的感情，邀请了他来参加圣诞晚宴，奥德在晚宴上展现的风度和美妙的歌喉让巴迪嫉妒不已，他因此举发了奥德偷了苏柯的一个胸针，尽管苏柯试图为奥德辩护，奥德却承认了自己偷了并在物归原主后离席。巴迪因此逃到了仓库里，苏柯带着一些火鸡肉找到他时，他正在琢磨着自杀以让大家难受。

## 名言
·“体内某根隐秘的血管已经接收到的讯息，割去了我生命中不可替代的一部分，让它像断线的风筝一样远去。这也是为什么，在这个特别的十二月的早晨，走过一个学校校园时，我不停地在空中搜寻。就好象我希望看见，如相偎之心，一对迷失的风筝正一路赶去天堂。”
“A message saying so merely confirms a piece of news some secret vein had already received, severing from me an irreplaceable part of myself, letting it loose like a kite on a broken string. That is why, walking across a school campus on this particular December morning, I keep searching the sky. As if I expected to see, rather like hearts, a lost pair of kites hurrying toward heaven.”
·“只有一种罪不能被原谅，那就是故意的残忍。所有其他都能被原谅。这个永远不会。”
“There is only one unpardonable sin-deliberate cruelty. All else can be forgiven. That, never.”